# Euprepiophis perlaceus
Euprepiophis perlaceus är en ormart som beskrevs av Stejneger 1929. Euprepiophis perlaceus ingår i släktet Euprepiophis och familjen snokar. Inga underarter finns listade i Catalogue of Life.
Arten förekommer i bergstakter i provinsen Sichuan i Kina. Den vistas i regioner som ligger 2000 till 2500 meter över havet. Honor lägger ägg. Ormen lever i lövskogar, blandskogar och galleriskogar.
Utanför skyddszoner hotas beståndet av landskapsförändringar. Utbredningsområdet är cirka 500 km² stort. IUCN listar arten som starkt hotad (EN).